# Luchasaurus
Austin Matelson (* 10. März 1985) ist ein US-amerikanischer Wrestler, der derzeit bei All Elite Wrestling (AEW) unter Vertrag steht, wo er unter dem Ringnamen Luchasaurus auftritt. Zu seinen größten Erfolgen zählt der Erhalt der AEW World Tag Team Championship.

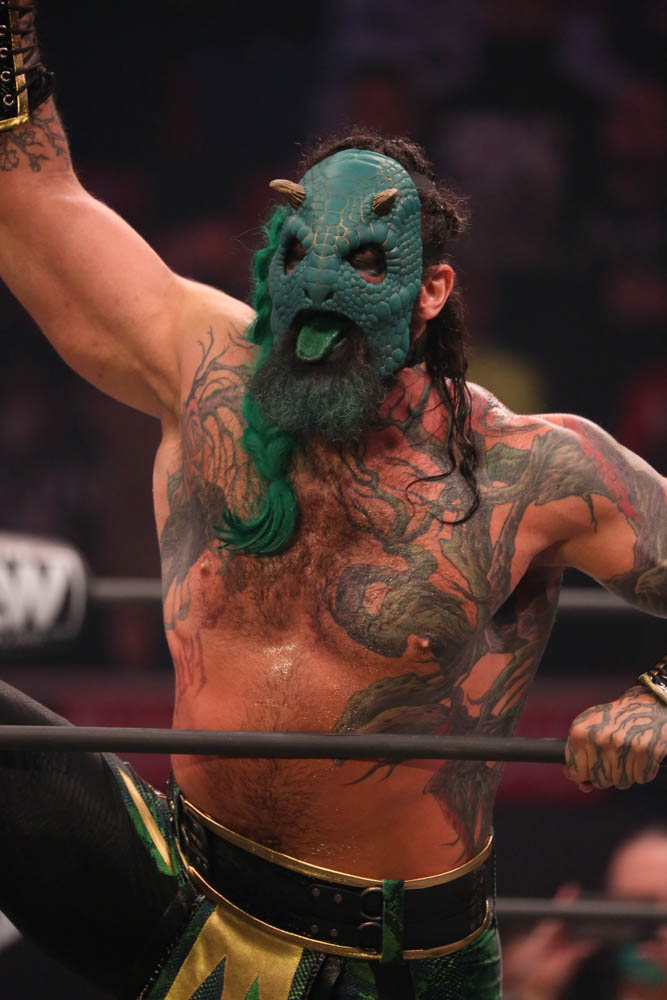
Luchasaurus im Januar 2022

## Wrestling-Karriere

### WWE (2012–2014)
Von 2012 bis 2013 trat Matelson regelmäßig bei NXT unter dem Ringnamen Judas Devlin auf. Eine Hüftverletzung bremste seine Karriere allerdings aus und so wurde er 2014 von WWE wieder entlassen.

### Independent-Szene (2016–2019)
2016 kehrte Matelson zurück und kämpfte unter anderem bei Lucha Underground als Vibora. Später änderte er seinen Namen zu Luchasaurus. Im Februar 2019 gründete er mit Jungle Boy das Tag Team „A Boy and His Dinosaur“.

### AEW (seit 2019)
Am 29. Mai 2019 kündigte AEW auf Twitter an, Luchasaurus unter Vertrag genommen zu haben. Da auch Jungle Boy bereits Teil des AEW Rosters war, traten sie fortan bei AEW als Tag-Team auf und hatten ihren ersten gemeinsamen Kampf am 13. Juli 2019 bei Fight For The Fallen. Am 31. August 2019 bei All Out traten sie zusammen mit Marko Stunt auf, wodurch die drei fortan als das Stable Jurassic Express bekannt wurden. Am 5. Januar 2022 konnten Luchasaurus und Jungle Boy den AEW World Tag Team Titel gegen The Lucha Brothers gewinnen. Diesen verloren sie am 15. Juni 2022 gegen The Young Bucks. Nach dem Match wurde Jungle Boy von Christian Cage attackiert. Luchasaurus hatte zwei Wochen nach diesem Vorfall einen gemeinsamen Auftritt mit Christian Cage, was das Ende für Jurassic Express bedeutete. Cage trat nun als Manager und Partner von Luchasaurus auf. Am 17. Juni 2023 gewann er die AEW TNT Championship von Wardlow bei der ersten Ausgabe von AEW Collision.

## Erfolge
- All Elite Wrestling

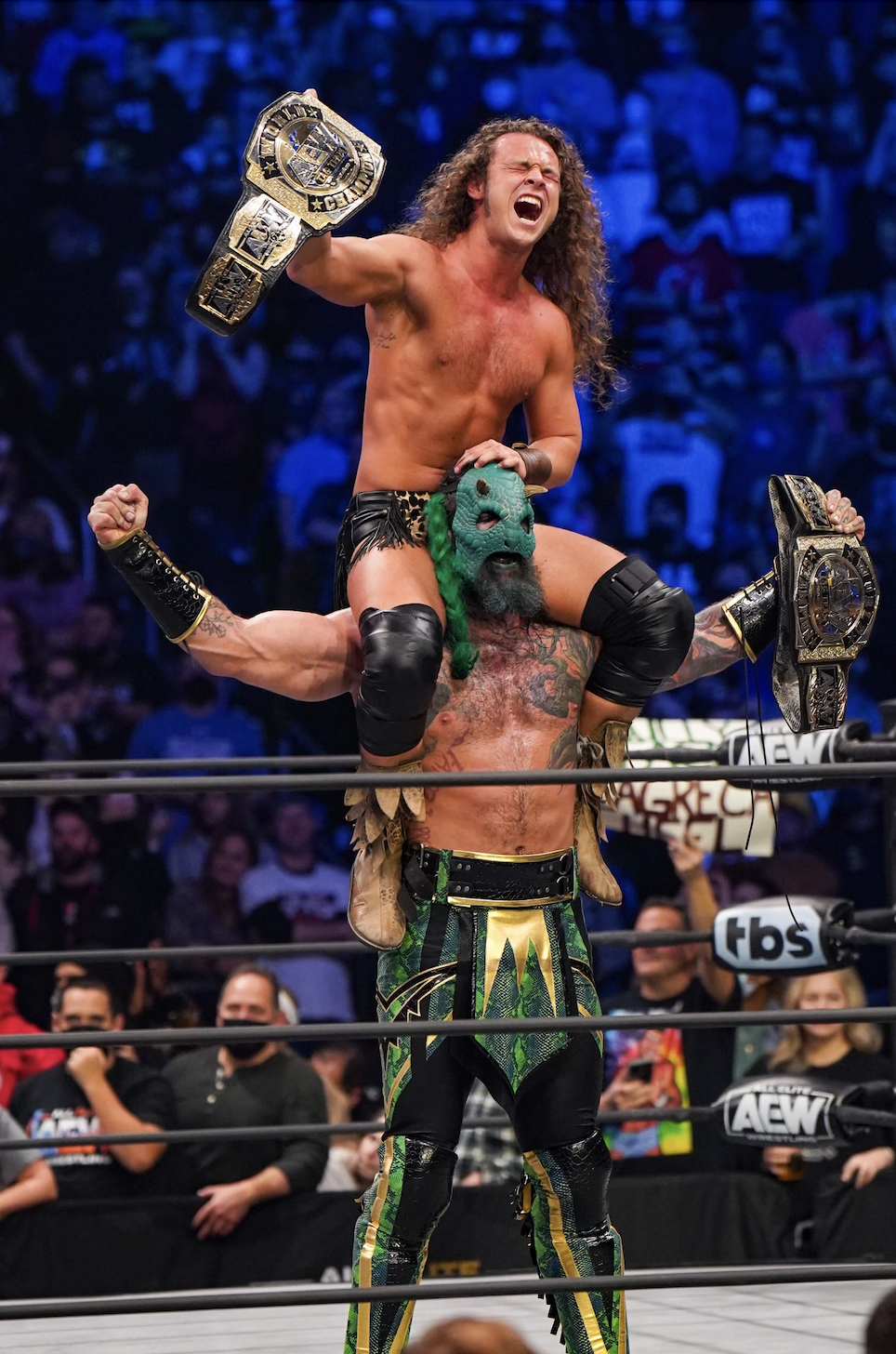
Luchasaurus und Jungle Boy (Jurassic Express) als AEW World Tag Team Champions

  - AEW World Tag Team Championship (1×) – mit Jungle Boy
  - AEW TNT Championship (1×)
  - AEW World Trios Championship (1×) – mit Christian Cage und Nick Wayne [ 69 ]

- All-Star Wrestling
  - ASW Tag Team Championship (1×) – mit The Thunder From Jalandhar[6]
- DDT Pro-Wrestling
  - Ironman Heavymetalweight Championship (1×)
- Lucha Underground
  - Lucha Underground Trios Championship (1×) – mit Drago und Pindar
- Pro Wrestling Illustrated
  - Nummer 105 von den top 500 Einzelwrestlern im PWI 500 2020
- Millennium Pro Wrestling
  - MPW Heavyweight Championship (1×)